# 자바뿔매
자바뿔매(Javan hawk-eagle)는 수리과에 속하는 중간 크기의 짙은 갈색 맹금류이다. 인도네시아의 국조로, 불교와 힌두교에서 새와 같은 신인 가루다에서 영감을 받아 인도네시아의 국장의 실제 모델이라고도 불린다. 학명은 이를 발견한 바르텔스 가족을 기념하는 것이다.

## 묘사
자바뿔매의 몸길이는 약 60cm이다. 머리와 목은 붉고 아래쪽은 검은색으로 심하게 줄무늬가 있다. 이 장엄하고 복잡한 패턴의 수리는 머리에 길고 검은 볏이 있으며, 이 볏은 거의 수직으로 들고 흰색으로 끝이 있다. 왕관은 검은색으로 밤나무 머리와 목덜미 위에 올려져 있다. 등과 날개는 짙은 갈색이며 넓은 크림 줄무늬가 있는 밝은 갈색 꼬리로 희미해진다. 목은 크림색 흰색에 검은색 줄무늬가 있으며, 밤나무로 많이 줄무늬가 있는 흰색 가슴과 하체까지 달린다. 어린 새는 색이 비슷하지만 하체는 더 밋밋하고 머리는 더 둔하고, 성별도 비슷하다.

## 분포 및 서식지
인도네시아 고유종인 자바뿔매는 자와섬의 습한 열대림에서 서식한다. 동자와주의 분포 지역은 셈푸섬, 브로모 텐거 세메루 국립공원, 메루 베티리 국립공원, 알라스 푸르우 국립공원 등이다. 케분 비나탕 반둥과 같은 동물원에서도 사육되고 있다.

## 행동
자바뿔매는 일부일처제인 것으로 알려져 있다. 암컷은 보통 숲 나무 위 높은 둥지에 알 한 개를 낳는다. 먹이는 주로 새, 도마뱀, 과일박쥐, 포유류로 구성된다.